# 레이디 제인 (1986년 영화)
《레이디 제인》(영어: Lady Jane)은 1986년 공개된 영국의 역사 로맨스 드라마 영화이다.

## 출연
- 헬레나 보넘 카터
- 케리 엘위스
- 제인 라포테어
- 패트릭 스튜어트
- 세라 케슬먼
- 마이클 호던
- 존 우드
- 질 베넷
- 조스 애클런드
- 이언 호그
- 리처드 존슨
- 워런 세이어
- 리 몬터규
- 리처드 버넌
- 핍 토런스
- 매슈 기니스
- 가이 헨리

## 기타 제작진
- 협력 제작: 테드 로이드